# Paracharopa
Paracharopa is een geslacht van weekdieren uit de klasse van de Gastropoda (slakken).

## Soorten
- Paracharopa chrysaugeia (Webster, 1904)
- Paracharopa delicatula Climo, 1983
- Paracharopa fuscosa (Suter, 1894)
- Paracharopa goulstonei Climo, 1983
- Paracharopa rimu Climo, 1985